# Warrenton, Oregon
Warrenton är en stad i Clatsop County i Oregon. Vid 2010 års folkräkning hade Warrenton 4 989 invånare.